# 沃茲德維日夫卡

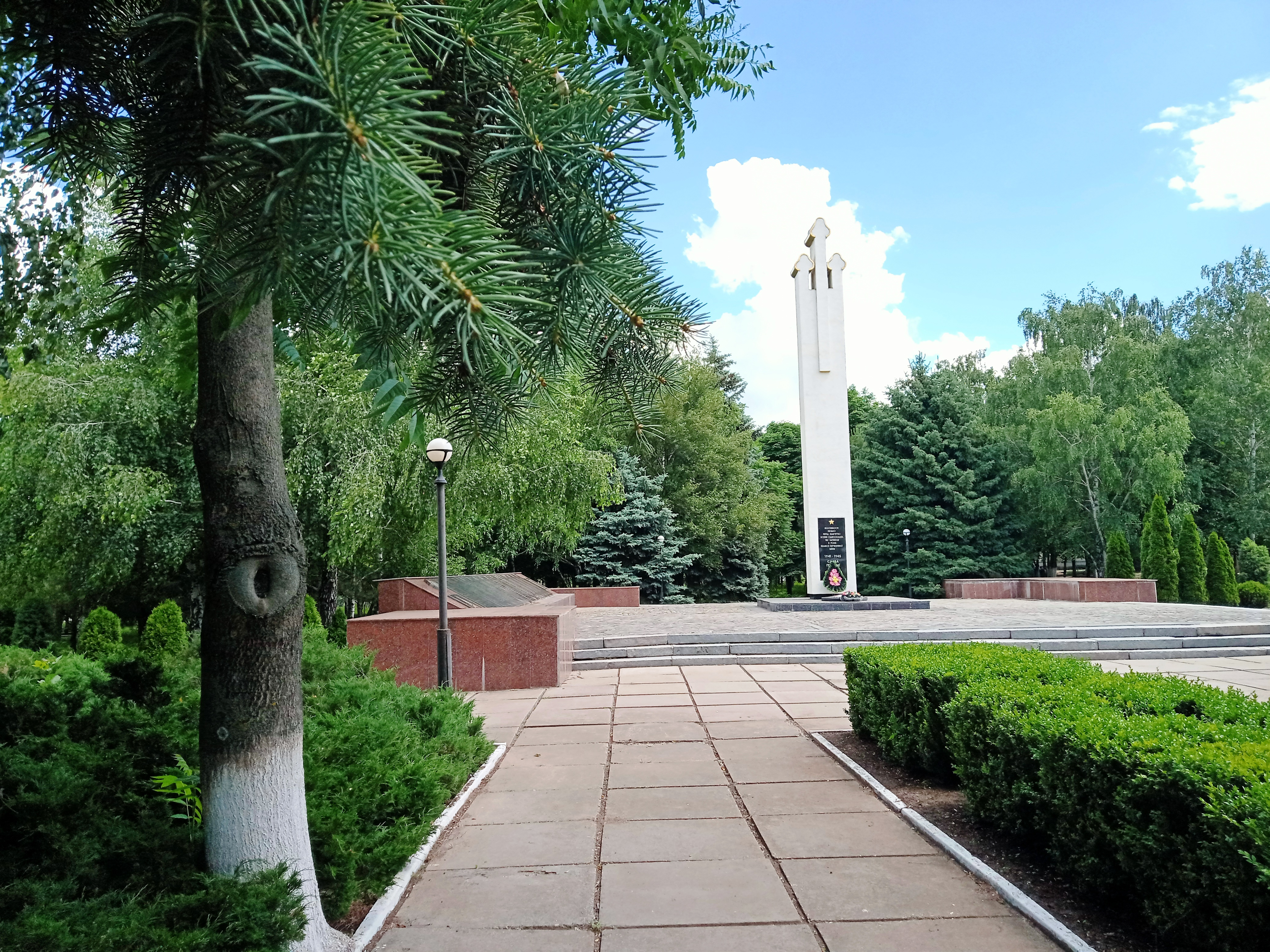
烈士纪念碑

沃茲德維日夫卡，是烏克蘭東南部扎波羅熱州波洛希區沃兹德维日夫卡市镇内的村落及其行政中心。始建於1894年，面積5.49平方公里，海拔高度137米，2001年人口1,324，人口密度每平方公里241.3人。